# Lina Marcela Gómez Alzate
Pour les articles homonymes, voir Gómez et Alzate.
Lina Marcela Gómez Alzate est une karatéka colombienne née le 29 mars 1985 à Rionegro. Elle a remporté la médaille d'or en kumite moins de 61 kg aux Jeux mondiaux de 2013 à Cali après une médaille de bronze en kumite open aux championnats panaméricains de karaté 2012 à Managua.